# Taslultum
Taslultum (akkád taš3-LUL-tum, tàšlultum, középső kronológia szerint i. e. 23. század) Sarrukín akkád király felesége, a kevés és némileg ellentmondásos információ ellenére feltehetően anyja Sarrukín mind az öt ismert gyermekének.
Neve a kevés korai akkád személynevek egyike, amely egykorú feliratban olvasható, azaz régészetileg és történetileg igazolt. Egy 2001-ben talált alabástromedény (váza vagy tál, Sargon 2001 [E2.1.1.2001]: 2', a Yale Egyetem babiloni kollekciója) felirata szerint egy templomot szentelt neki egyik főembere.
Az edény szövege:
1. šabra-e2
2. taš3-LUL-tum
3. dam šar-ru-GI;-ka-⌐ke4¬
4. ⌐nam¬-[til3...]

Fordítása: „2 Taslultum, 3 Sarrukín felesége 1 birtokainak főintézője, 4 (az ő) jólétéért…”